# Иван Цуцев
Иван К. Цуцев е български книжар, печатар и издател от Македония.

## Биография
Иван Цуцев е роден в град Щип, тогава в Османската империя. Наскоро след 1878 година се преселва в Свободна България и отваря печатница на пресечката на улиците „Цар Симеон“ и „Мария Луиза“ в София. В печатницата му са печатани много от вестниците на македонските и тракийските революционни организации като „Глас македонски“ (1893 – 1898), „Право“ (1894 – 1903), „Бунтовник“ (1898 – 1899), „Автономия“ (1898 – 1902), „Реформи“ (1899 – 1905), „Балкански ек“ (1900), „Ханаан“ (1901), „Дело“ (1901 – 1902), както и много книги. През ноември 1898 година Цуцев се нарежда сред основателите на Щипското благотворително братство в София.
Райна Костенцева пише за него: „Цуцев беше много фин човек, просветен и културен, и за времето си – много модерен. В неговия дом си даваха среща първите македонски революционери. Там съм целувала ръка на Гоце Делчев“.